# Тихомиров, Лев Александрович
Лев Алекса́ндрович Тихоми́ров (19 [31] января 1852 — 16 октября 1923) — русский общественный деятель и политический теоретик. В молодости — народоволец. Находясь в эмиграции, издавал вместе с П. Л. Лавровым «Вестник „Народной воли“»; в 1888 году отрёкся от революционных убеждений и, вернувшись в Россию после помилования, стал монархистом.

## Биография
Из семьи военного врача, участника Кавказской войны, Александра Александровича Тихомирова. Мать — Христиана Николаевна (урожд. Каратаева), выпускница института благородных девиц. Окончил керченскую Александровскую гимназию (1870) с золотой медалью и поступил на юридический факультет Московского университета. Перевёлся на медицинский факультет (1871).
В 1872−1873 годах — активный член общества «чайковцев», вёл пропаганду среди рабочих. В ноябре 1873 года арестован, был под судом по «Процессу ста девяноста трёх». В 1878 году — член центра «Земли и воли» и редакции её печатного органа. В 1879 году — член Исполнительного комитета, распорядительной комиссии и редакции «Народной воли», от имени «исполнительного комитета» составил известную прокламацию, выпущенную после 1 марта 1881 года (сразу после убийства Александра II) На Липецком съезде 20 июля 1879 года (на котором была организована «Народная воля») поддержал решение съезда о цареубийстве. В начале марта 1881 года вместе с оставшимися на свободе членами Исполнительного комитета несколько раз на конспиративной квартире обсуждал воззвание «Ко всему народу русскому» и письмо Александру III, которое сам и написал. К письму Верой Фигнер в качестве прозрачного намёка был приложен рисунок, изображавший сырную лавку Кобозевых. Из этой лавки вёлся подкоп на середину Малой Садовой ул. в Петербурге в целях цареубийства. В начале 1880-х годов писал в «Деле» под псевдонимами «И. Кольцов» и «И. К.» (сокращение от названия «Исполнительный комитет»).

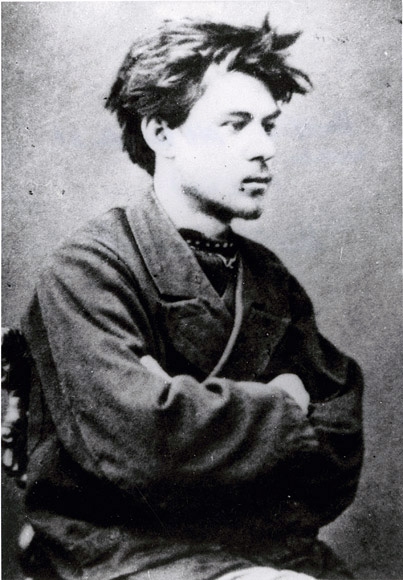
Лев Тихомиров в юности

В 1882 году, желая избежать ареста, уехал за границу — в Швейцарию, затем во Францию. Издавал вместе с Петром Лавровым «Вестник „Народной воли“».
В 1888 году отрёкся от революционных убеждений, открыто выступив против прежних идей в предисловии ко второму изданию книги «La Russie politique et sociale» (1888). В целом, книга принадлежала к литературе, запрещённой в России, но в предисловии доказывалось, что революция немыслима в России, и что людям прогрессивного образа мыслей необходимо стремиться к мирной эволюции. В 1888 году Тихомиров просил помилования, которое ему было дано Высочайшим повелением от 10 ноября 1889 года и он смог вернуться в Россию.
Брошюра (изданная по-русски и по-французски) «Почему я перестал быть революционером» (1888; 2-е изд., M., 1896) сделала возможным возвращение Тихомирова в Россию. Прибыв в Петербург, бывший революционер отправился в Петропавловский собор поклониться праху царя Александра II, против которого боролся и в подготовке убийства которого участвовал. Тихомиров стал деятельным сотрудником консервативных «Московских ведомостей» и «Русского обозрения». Важнейшие статьи, появившиеся в этих органах, Тихомиров переиздал в ряде брошюр и книжек.
В 1903−1906 годах работал над исследованием «Монархическая государственность».
После 1905 года разработал схему реформ системы «думской монархии». Он полагал, что «представительством могут пользоваться только гражданские группы, а не элементы антигосударственные, как ныне. В законодательных учреждениях не могут быть представительства ни от каких групп, враждебных обществу или государству…».
В 1907 году был приглашён из Москвы лично Петром Столыпиным в Санкт-Петербург, где занял должность члена совета Главного управления по делам печати. Основной же его задачей было консультирование Столыпина по вопросам, связанным с рабочим движением ввиду обсуждаемого трудового законодательства. Тихомиров выступил как сторонник мирного, но энергичного реформаторского курса государства по отношению к рабочему вопросу. Основными мероприятиями по разрешению рабочего вопроса Тихомиров видел широкую мирную деятельность рабочих союзов (направленных преимущественно на взаимопомощь рабочих), развитые процедуры медиации при конфликтах между рабочими и работодателями, введение обязательного государственного страхования по болезни и от несчастных случаев, пенсионного страхования. К радикальным (для того времени) предложениям о введении 8-часового рабочего дня Тихомиров не присоединялся. Его предложения частично реализовались с принятием в 1913 году новых законов о страховании рабочих по болезни и от несчастных случаев.
В 1909 году вернулся в Москву. В награду от премьер-министра он получил в аренду издание «Московские ведомости», редактором которого был до 1913 года.
За 10 лет до смерти поселился в Сергиевом Посаде (где и умер 16 октября 1923 года). Здесь он создал трактат «Религиозно-философские основы истории», в котором анализировал историю человечества с религиозной точки зрения, включая последние эсхатологические времена. В этой книге (впервые опубликованной лишь в 1997 году в издательстве журнала «Москва») показано развитие в человеческой истории различных религиозных течений, взаимная связь и преемственность религиозных идей и заблуждений разных времён, которые то исчезают с исторической сцены, то, надевая новые личины, появляются вновь. На этом фоне Тихомиров доказывает истинность и глубину православного понимания истории.
В 1917 году отошёл от политической деятельности.
Последним его законченным произведением стала художественная повесть «В последние дни (Эсхатологическая фантазия)», написанная в 1919−1920 годах.
В 1922 году подал прошение в Комиссию по улучшению быта учёных. Как специалист по литературе, языкознанию и библиотековедению он получил паёк третьей категории: 3 миллиона 250 тысяч рублей, 1 пуд 12 фунтов муки, 16 фунтов гороха, 10 фунтов риса, 6 фунтов масла, 30 фунтов мяса, три четверти фунта чая, 4 фунта сахара и 3 фунта соли. На следующий год он умер, посвятив остаток дней богословским трудам, но перед кончиной успел написать возмущённый отклик на книгу Веры Фигнер «Запечатлённый труд»: по мнению Тихомирова, она недооценила его роль в народовольческом движении.
Жена — Тихомирова (Сергеева) Екатерина Дмитриевна; венчаны в 1880: шафером был Н. К. Михайловский.
Дети:
- Вера (род. 1880)
- Александр (1882—1955), епископ[6]. В 1907 году пострижен в монашество в именем в честь святителя Тихона Задонского. Был арестован в 1922 году, в 1927 году, приговорен к трем годам лагерей[7]. После освобождения некоторое время жил в Загорске, с матерью и сестрами.
- Николай, был репрессирован в 1920-е годы (по одной версии — расстрелян, по другой — погиб от болезни).
- Надежда

## Произведения
- Емельян Иванович Пугачев, или Бунт 1773 года. — Женева: Б. и., 1874. — 143 с.
- «Затруднения при покупке книг Даля и Кузьмина» (Впервые опубликовано: «Московские ведомости», № 261 (12 ноября) за 1913 год.)
- София Львовна Перовская: (материал для биографии) / [под ред. С. М. Степняка-Кравчинского]. — [Женева]: Б. и., 1882. — 24 с.
- Чего нам ждать от революции?: (отдельный оттиск из № 2 «Вестника народной воли») / [соч.] Л. Тихомирова. — СПб.: Изд. группы типографщиков Народной воли, 1885. — 29 с.
- Почему я перестал быть революционером = Pourquoi je ne suis plus revolutionnaire / Лев Тихомиров. — Paris: Nouvelle Librairie Parisienne; Albert Savine, [1888]. — VI, 7—39 с.
- «Духовенство и общество в современном религиозном движении» (1893, 2 изд.),
- «К расследованию вопроса о ритуальных убийствах» (Впервые опубликовано: «Московские ведомости» № 252, 1 ноября, 1913 год.)
- «К вопросу о масонах» («Московские ведомости» № 20 за 1911 год)
- Начала и концы. «Либералы» и террористы — Москва: Унив. тип., 1890. — 123 с.
- «Национальный пророк интеллигенции (о Достоевском)» (Впервые опубликовано: «Московские ведомости» N 22 за 1911 год),
- «Социальные миражи современности» (1891),
- Знамение времени; Носитель идеала. — Москва: Унив. тип., 1895. — 16 с.
- Конституционалисты в эпоху 1881 года — 3-е изд. пересм. — Москва: Унив. тип., 1895. — 109 с.
- «Борьба века» (1896),
- «Демократия либеральная и социальная» — Москва: Унив. тип., 1896. — [4], 188 с.
- «Дело Бейлиса и дело об убийстве Ющинского» (Впервые опубликовано: «Московские ведомости», № 250, 30 октября, 1913 год.)
- Единоличная власть как принцип государственного строения. — Москва: Унив. тип., 1897. — 135 с.
- Знамение времени. Носитель идеала. — Москва: Унив. тип., 1895. — 16 с.
- Андрей Иванович Желябовh = Biographie de A. Jelaboff: [1 (13) марта 1881 года]. — Carouge-Geneve: M. Elpidine, 1899. — 74 с.
- Софья Львовна Перовская: 1 (13) марта 1881 года: [материал для биографии / [сост. Л. А. Тихомировым при участии Хотинской и Л. Г. Дейча]; [под ред. С. М. Степняка-Кравчинского]. — Geneve: M. Elpidine,
- «Земля и фабрика» (1899)
- Андрей Иванович Желябов = Biographie de A. Jelaboff. — Carouge-Geneve: M. Elpidine, 1899. — 74 с.
- Вероисповедный состав России. — Москва: Унив. тип., 1902. — 27 с.
- Монархическая государственность (1905), часть I, часть II, часть III, часть IV,
- Апокалиптическое учение о судьбах и конце мира, Сергиев Посад, 1907
- В подполье: Очерки из жизни рус. революционеров 70—80 гг.: Пер. с фр. — Санкт-Петербург: Друг народа, 1907. — 176 с.
- О недостатках конституции 1906 года. — М.: Унив. тип., 1907. — III, 67 с.
- «Рабочие и государство» (СПб., 1908),
- Законы о печати. — Санкт-Петербург: тип. газ. «Россия», 1909. — 46 с.
- Рабочий вопрос: (практические способы его решения). — Москва: Тип. В. А. Жданович, 1909. — [2], 257, VI с.
- «Религиозно-философские основы истории» («Борьба за царство Божие»)
- Личность, общество и церковь / Л. Тихомиров, К. Победоносцев. — 2. изд., перераб. и доп. — Сергиев Посад (Моск. губ.): Тип. И. Иванова, 1913. — 84, [1] с. — (Религиозно-философская библиотека; Вып 5).
- Руководящие идеи русской жизни. М., 1912; репринт — М.: Инст. русс. цивилизации, 2008. — 640 с.
- «Спасительная роль Церкви в лихолетье» (Впервые опубликовано: «Московские ведомости». 1913, N 45, 23 февраля.)
- «Учредительная грамота 1613 года» (Впервые опубликовано: «Московские ведомости» № 44 (22 февраля) за 1913 год.)
- Андрей Иванович Желябов и Софья Львовна Перовская: (биографические очерки) / [авт. предисл. Вл. Бурцев]. — Ростов-на-Дону: Типография «Донская речь», [1907]. — 62 с.
- Плеханов и его друзья: из личных воспоминаний / Лев Тихомиров; предисл. и примеч. П. С. Попов. — Л.: Колос, 1925. — 51 с.
- Воспоминания Льва Тихомирова. — М.; Л.: Гос. изд-во, 1927. — 515 с.
- Тихомиров Л. А. 25 лет назад. (Из дневников Л. Тихомирова), «Красный архив», 1930, т. 1—5.
- Заговорщики и полиция = Conspirateurs et policiers . / Лев Тихомиров; редакция П. Анатольева; перевод с французского О. Жемчужиной. — Москва: Изд-во Всесоюзного о-ва политкаторжан и ссыльно-поселенцев, 1930. — 173, [2] с.
- Тихомиров Л. А. Религиозно-философские основы истории. — М.: Москва, 1997.
- Тихомиров Л. А. Руководящие идеи русской жизни. / Отв. ред. О. Платонов. — М.: Институт русской цивилизации, 2008. — 640 с. — ISBN 978-5-902725-17-6

В журнале «Дело» под псевдонимами «И. Кольцов», «Григорьев К. М.» и «И. Х.» в начале 1880-х годов опубликовал ряд статей: «Жизнь и печать» (1881, № 2, № 4, № 8, № 9, № 11), «К вопросу об экономике и политике» (1881, № 5), «В защиту интеллигенции» (1882, № 4), «С низовьев Дона» (1882, № 9 и № 10), «Общественность в природе» (1882, № 11 и № 12), «Современное положение публицистики» (1882, № 12), «Тирания политической мысли» (1883, № 3), «Московская беллетристика» (1883, № 7), «Шатание политической мысли» (1883, № 3), «Ренан о евреях» (1883, № 5), «И. С. Тургенев» (1884, № 51)

## Дневники
- Дневник Л. А. Тихомирова. 1905—1907 гг. / сост. д.и.н. А. В. Репников, к.и.н. Б. С. Котов. М.: Российская политическая энциклопедия, 2015. — 599 с.
- Дневник Л. А. Тихомирова. 1908—1910 гг. / сост. д.и.н. А. В. Репников. М.: Российская политическая энциклопедия, 2015. — 374 с.
- Дневник Л. А. Тихомирова. 1915—1917 гг. / сост. д.и.н. А. В. Репников. М.: Российская политическая энциклопедия, 2008. — 456 с.

## Память
Фильмы
- «Софья Перовская» — фильм 1967 года, реж. Лео Арнштам, «Мосфильм». В роли Тихомирова — Виктор Маркин.